# Albert Lortzing
Gustav Albert Lortzing (23 de outubro de 1801 - 21 de janeiro de 1851) foi um compositor alemão. É considerado o principal representante do Spieloper, uma forma semelhante à Opéra Comique, francesa.

## Vida
Lortzing era filho de atores. Aos 19 anos começou a interpretar papéis de jovens amantes (Jugendlichen Liebhaber) nos teatros de Düsseldorf e Aachen, tendo partes cantadas para tenor ou barítono. 
Sua primeira ópera, Ali Pascha von Janina, apareceu em 1824, mas a sua fama como compositor foi construída com dois títulos Der Wildschütz (O caçador na floresta) (1842) e Zar und Zimmermann (Czar e o carpinteiro) (1837). Foi traduzido para inglês, francês, sueco, dinamarquês, holandês, boêmio, húngaro e russo. O enredo é baseado na vida do Czar Pedro "o Grande" da Rússia, que viajou para a Alemanha, Holanda e Inglaterra disfarçado como carpinteiro, com o objectivo de obter informações que considerou necessárias para o progresso do seu país, nas técnicas de construção naval. 
Der Wildschütz baseado numa comédia de August von Kotzebue, é uma sátira sobre a estupidez e exagerada admiração pela beleza da arte expressa por um Gentleman burguês. 

## Obras
- Die Himmelfahrt Christi (Jesus Christ's Ascension) - oratorio 1828)
- Der Pole und sein Kind (The Poland and His Child) (1831)
- Szenen aus Mozarts Leben (Scenes from Mozart's Life) (Münster 1832)
- Der Weihnachtsabend (Christmas Eve) (Münster 1832)
- Die beiden Schützen (The Two Riflemen) (Leipzig 1837)
- Zar und Zimmermann (Leipzig 1837)
- Hans Sachs (Leipzig 1840)
- Casanova (Leipzig 1841)
- Der Wildschütz (The Poacher) (Leipzig 1842)
- Undine (Magdeburg 1845)
- Der Waffenschmied (The Armourer) (Viena 1846)
- Regina (Viena 1848)
- Rolands Knappen oder Das ersehnte Glück (Roland's Squire, or The Longed-For Happiness) (Leipzig 1849)
- Die Opernprobe (The Opera Rehearsal) (Frankfurt 1851)

## Literatura
- Dario Weißenhoffer: Das Verzeichnis von Gustav Albert Lortzing (LoWV) (The Gustav Albert Lortzing Catalogue) ISBN 3-89564-003-4
- Irmlind Capelle: Chronologisch-thematisches Verzeichnis der Werke von Gustav Albert Lortzing (LoWV) (Chronological and Thematic Catalogue of Gustav Albert Lortzing's Works) Studio, Köln 1994, ISBN 3-89564-003-4
- Irmlind Capelle: Albert Lortzing. Sämtliche Briefe (Collected Correspondence of Albert Lortzing) Bärenreiter, Kassel 1995, ISBN 3-7618-1178-0
- Hans Christoph Worbs: Albert Lortzing. Rowohlt, Reinbek 1980, ISBN 3-499-50281-X
- Heinz Schirmag: Albert Lortzing. Glanz und Elend eines Künstlerlebens (Albert Lortzing: Glamour and Squalor of an Artist's Life) Henschel, Berlin 1995, ISBN 3-89487-196-2
- Jürgen Lodemann: Lortzing. Leben und Werk des dichtenden, komponierenden und singenden Publikumslieblings, Familienvaters und komisch tragischen Spielopernweltmeisters aus Berlin (Lortzing: Life and Work of the poem-writing, composing and singing darling of the audience, devoted father and comically tragic world champion of the Spieloper from Berlin) Steidl, Göttingen 2000, ISBN 3-88243-733-2
- Jürgen Lodemann: Oper - O reiner Unsinn - Albert Lortzing, Opernmacher (Opera - O Total Nonsense - Albert Lortzing, Opera-maker) Edition WUZ, Nr. 19, Freiberg a.N. 2005